# Ноэль, Бернар
Бернар Ноэль (фр. Bernard Noël, 19 ноября 1930 — 13 апреля 2021) — французский поэт, писатель, литературный критик.

## Биография и творчество
Родился в Сент-Женевьев-сюр-Аржанс (департамент Аверон).
Для поэзии Бернара Ноэля характерна усложненность поэтической речи. Его первая книга стихов « Глаза-химеры» вышла в 1955 году Он автор сборников стихов «Части тела» (1972), «Лик молчания» (1967), «Провал времен» (1994).
Его перу принадлежат романы «Первые слова» (1973), «Роман об Адаме и Еве» (1996).
Он также автор ряда эссеистских книг: «Белая месса», 1970, «Чтение Мориса Бланшо» (1973), «Тринадцать ипостасей я» (1975). В мае 1969 года Ноэль выпустил эротический роман «Замок Тайной вечери» (Le Château de Cène) (2-е изд. 1971). Роман был выпущен под псевдонимом Юрбэн д’Орлак (Urbain d’Orlhac). Роман принес автору успех у читателей и денежный штраф по решению суда, несмотря на то, что в защиту писателя выступили Жан-Поль Сартр, Симона де Бовуар, Деррида, Филипп Соллерс и др.
Ноэль вёл в издательстве «Фламмарион» серию эссе. В этом же издательстве вышел составленный им «Словарь Коммуны» (1978).
Ноэль — автор книги очерков «СССР, туда и обратно»(1980). Писатель выступает также как художественный критик. Ему принадлежат исследования «Рене Магритт» (1976) и «Матисс» (1983). На русский язык стихи Ноэля переводили И. Кузнецова и М. Ваксмахер.

## Признание
В 1967 году Ноэль стал лауреатом премии Антонена Арто, а в 1970 году лауреатом премии Гийома Аполлинера. В 1992 году Ноэль получил Большую Национальную поэтическую премию.

## Переводы на русский язык
- Стихи// Новые голоса. Стихи современных французских поэтов. М.: Прогресс, 1981.- С.247-263.
- Магритт. М.: Слово, 1995 — 96 с. ISBN 5-85050-054-5